# 1-2-3 (曲)
「1-2-3」 (ワン・ツー・スリー)は、グロリア・エステファン&マイアミ・サウンド・マシーンの楽曲。通算10枚目のスタジオ・アルバム『レット・イット・ルース』から5枚目のシングルとしてリリースされた。シングル化にあたってリミックスが施されている。
1991年、アメリカの教育番組『セサミストリート』にグロリアが出演した際、この曲を歌唱した。
日本においては『天才てれびくんワイド』の中の1コーナー「ミュージックてれびくん」の2002年度にてカバーされた。歌はSPACE FAIRY（俵有希子、白木杏奈、中村有沙）、訳詞はタケカワユキヒデが担当した。

## 収録曲
日本盤 3" シングル
1. 1-2-3 - 3:36
2. 1-2-3（インストゥルメンタル）- 3:36

7" シングル
1. 1-2-3
2. ボディ・トゥ・ボディ